# Proboj logoraša iz Jasenovca
Proboj iz logora Jasenovac izvršilo je 22. travnja 1945. godine 600 od preostalih 1073 logoraša, zatočenih u Ciglani, kada su shvatili da ih čeka sigurna smrt. Proboj je preživjelo samo njih 117. Istog dana, proboj je izvršilo i 147 zatočenika u Kožari, od kojih je preživjelo 11 njih.
Logoraše je u očajnički proboj poveo zarobljeni partizan Ante Bakotić, koji je u blizini vrata smrtno pokošen mitraljeskom vatrom.

## Pozadina
Napredovanje Narodnooslobodilačke vojske Jugoslavije kroz Jugoslaviju upravi logora Jasenovac nije nimalo smetalo da i dalje nastave s likvidacijama. Naprotiv, to su nakon oslobođenja Beograda radili još žešće i intenzivnije, nastojeći da do dolaska NOVJ uklone sve dokaze i usmrte žive logoraše. Ubijalo se nekontrolirano, a usput je uništavana i dokumentacija. Tako je do 22. travnju 1945. godine u Jasenovcu ostalo svega 1.220 ljudi.
Po naređenju uprave logora Jasenovac, sve nove grupe zatočenika koje su dovođene u Jasenovac, istog su trena bile odvođene na Savu, ubijane i bacane u rijeku. Osoblje uprave logora, stražari, zapovjednici i ostali bili su angažirani na uništavanju arhiva, ciglane, lančare, magazina, baraka. Jedni su podmetali mine i dizali građevine u zrak, drugi ubijali preostale ili novopridošle, treći palili barake i dokumentaciju.
Ustaše su prvo prišli likvidaciji ženskog logora. Posljednja grupa žena, njih 80-ak, ubijena je 21. travnja 1945. godine.

## Proboj

### Proboj iz Ciglane
Preostalih 1073 logoraša ustaše su zatvorili u veliku tvorničku zgradu „Ciglane“, čiji su prozori i vrata bili zakovani daskama. Ustaše su pripremali miniranje i paljenje zgrade. U međuvremenu se među logorašima proširila vijest što im ustaše spremaju. Tijekom noći, nekoliko njih se objesilo kako ne bi dočekali smrt od ruke ustaša. Dok su vani odjekivale eksplozije, desetak se zatočenika, među njima Ante Bakotić, Čedomil Huber, Dragutin Škrgatić, Pavao Kulaš i dr. Petar Krstić odvojilo u malu prostoriju kako bi se dogovorili o pokušaju proboja iz logora. Svima je bilo jasno da nakon likvidacije žena i njih čeka sigurna smrt. Usvojen je plan prema kojem bi se na svaki od četiri izlaza postavilo desetak najodlučnijih ljudi koji će, naoružani postolarskim noževima, čekićima, letvama i ciglama istovremeno provaliti na sva vrata i bježati prema izlazu iz logora. Dogovoreni su sastavi desetina i koja će desetina napasti koja vrata. Proboj je trebao uslijediti na znak Ante Bakotića. 
Kišovitog nedjeljnog jutra, 22. travnja 1945., istočna vrata logora uz put prema Košutarici bila su nemarno pritvorena, dok su se ustaške straže zavukle u bunkere i izvidnice na logorskom zidu. Oko 10 sati ujutro, na povik Ante Bakotića „Naprijed drugovi!“, desetine su razbile vrata i prozore i pojurile naprijed prema 150 metara udaljenim vratima logora. U tom trenutku njih 460 bolesnih i starih nije imalo snage da krenu u proboj. Ostalih 600, iako fizički slabi i iscrpljeni patnjama u logoru, prikupili su snagu, napali ustaške stražare, nekolicinu rukama zadavili i oduzeli im puške. Drugi su zgrabili željezne predmete ili cigle i potrčali prema istočnoj logorskoj kapiji po putu koji vodi u Košutaricu. Na tom putu su morali proći prostor koji se nalazio između južnog ogranka velikog zida i rijeke Save. Na tom su terenu ustaše imali pogled na brisan prostor, te su strojnicama kosili bjegunce koji su trčeći prema slobodi padali jedan za drugim. Logoraš Mile Ristić je pojurio prema ustaši, skočio na njega i uspio ga zadaviti. Zatim je legao pored oružja i počeo pucati na ustaše. U metežu bijega, Edo Šajer presjekao je telefonske žice.
Od 600 logoraša koji sudjelovali u proboju, preživjelo je samo njih 117. Stradali su našli smrt na putu od logorske zgrade do logorskih vrata, na putu, u hladnoj i nabujaloj rijeci Savi, na livadama oko logora te na prilazima šumi kod Košutarice. Drugu grupu od 470-ak logoraša, koji su ostali u Ciglani, ustaše su narednih dana pobili i spalili zajedno s logorskim objektima. 

### Proboj iz Kožare
Istog dana, samo nekoliko sati kasnije, započeo je proboj zatočenika iz Kožare. Prema Egonu Bergeru, u Kožari se tada nalazilo 147 zatočenika. Veza između Ciglane i Kožare bila je potpuno prekinuta, pa nisu znali za namjere njihovih drugova. Ipak je grupa od 40-ak zatočenika osmislila plan proboja iz Kožare. Formirane su udarne desetine, podijeljeni zadaci za svaku od njih i utvrđen pravac bijega prema poljima iza logora. Početak proboja planiran je za 24. travnja. Međutim, u noći sa 21. na 22. travnja zatočenici su čuli eksplozije i vidjeli odsjaj plamena koji je gutao zgrade. Grupa zatočenika (Stanko Gaćeša, Zahid Bukurević, Egon Berger, Albert Atijas-Zekić, Aco Danon, Leon Maestro i rabin Arnold Baš) dogovorili su se da proboj izvrše ranije, odnosno već sutra u 20 sati. Inženjer Demajo pripremio je ekrazit, a braća Moster otrov koji je podijeljen zatočenicima. Desetak je noževa za obradu kože pretvoreno u oružje, a u skladište je sakriven dio alata koji je mogao poslužiti kao oružje.
Proboj je započeo 22. travnja u 20 sati. Nakon ubojstva trojice ustaških stražara, kojima je oduzeto oružje, prva desetina napala je noževima stražu na izlaznim vratima logora, a druga ustaše kod glavnih vrata. Treća desetina razrezala je žicu na strani logora prema poljima i željezničkoj pruzi. Četvrta desetina obavijestila je ostale zatočenike o bijegu i potpalila radionice i skladišta. Zatočenici su bježali iz logora prema Savi, niz jasenovačke ulice, trčali prema poljima i željezničkoj pruzi. Ustaška potjera za odbjeglim logorašima trajala je čitavu noć. Jedanaest zatočenika Kožare preživjelo je proboj.
Dan poslije, ustaše su se počeli povlačiti prema zapadu, ostavivši za osobom leševe i ruševine.

## Popis preživjelih logoraša
U Izvještaju Jugoslavenske Državne komisije za utvrđivanje zločina okupatora i njihovih pomagača koji je dostavljen Međunarodnom vojnom sudu u Nürnbergu 26. prosinca 1946. godine, navedeno je da se bijegom iz logora spasilo 50 zatočenika. Naknadnim istraživanjima utvrđeno je da se spasilo 117 logoraša. Podaci u popisima razlikuju se zbog toga što su zatočenici bježali u grupama ili pojedinačno, pa nisu imali potpunu sliku o zatočenicima koji su se uspjeli spasiti. Također se u popisima pojedina imena ili prezimena razlikuju za poneko slovo.
U posljednjem danu postojanja jasenovačkog logora ubijena su 1103 zatočenika.

## Vanjske poveznice
- Proboj logoraša iz Jasenovca: počelo obilježavanje 68. godišnjice 12. svibnja 2013. dalje.com Pristupljeno 28. ožujka 2023.